# Najgamesza

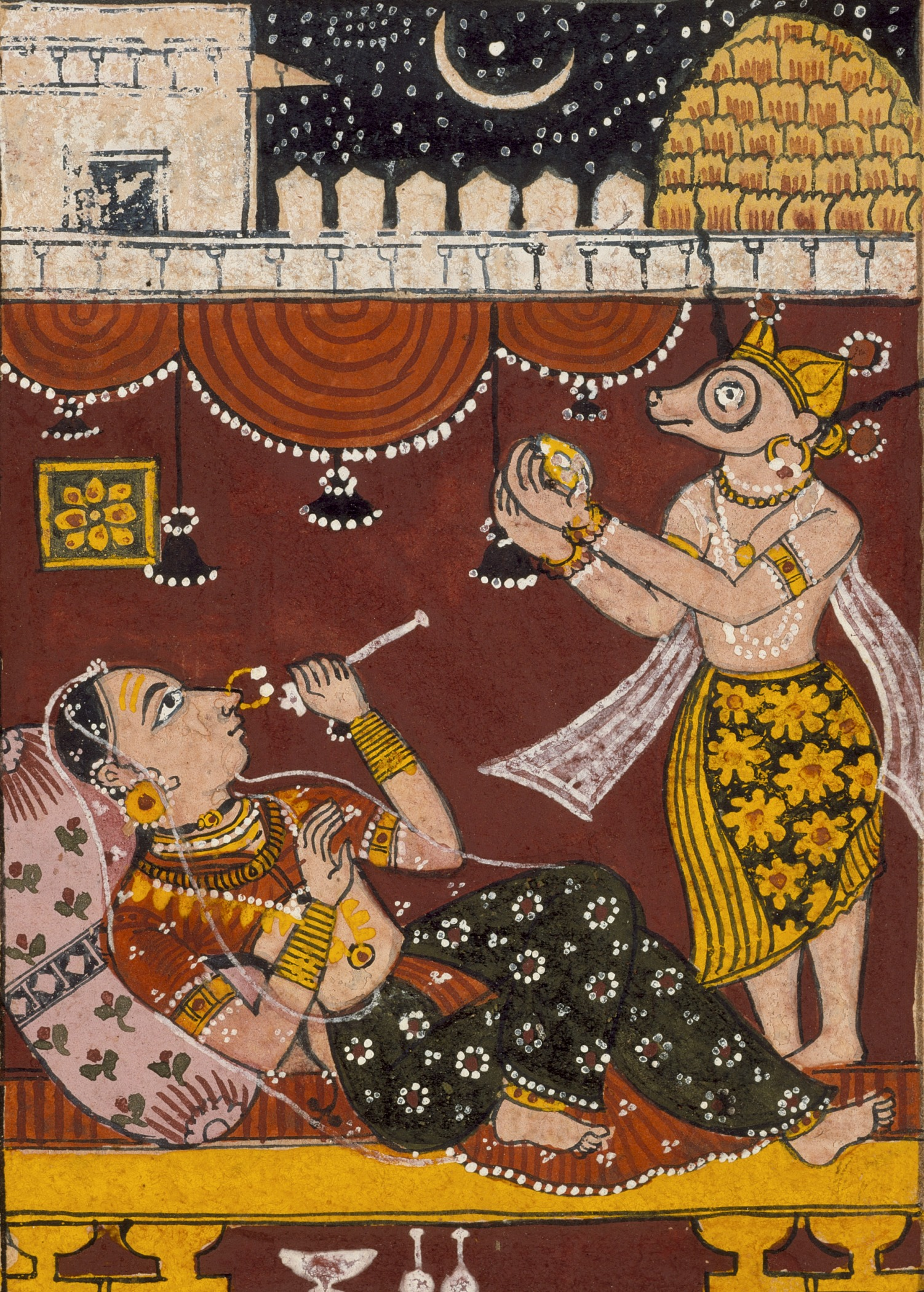

Najgamesza (sanskr. नैगमेष, trl. naigameṣa, ang. Naigamesha) – bóstwo z mitologii indyjskiej. Postać męska o zwierzęcej głowie, występująca w hinduizmie i dźinizmie.
Początkowo Najgamesza związany był z kultem demonów.
Jest to bóstwo przynależące do grupy związanej z dziećmi. Miał zagrażać rodzącym się dzieciom i najczęściej wtedy czczono go w intencji przebłagania i oddalenia zagrożenia.
W przedstawieniach posiada głowę kozła lub barana. Wzmiankowany jest w piśmie Śatapathabrahmana, we fragmencie zawierającym opis ofiary z kozła dla boga Agniego-Kumara.